# Tråde i et udviklingsmønster
|  | Denne artikel er oprettet af botten PalnaBot ud fra en ekstern database. Den kan derfor have sproglige fejl eller mangler. Denne skabelon kan fjernes efter kontrol af indholdet. |

Tråde i et udviklingsmønster er en dokumentarfilm instrueret af Tørk Haxthausen efter eget manuskript.

## Handling
Om det nordiske bistandsprojekt i Tanzania, koncentreret om centeret i Kibaha. Filmen giver desuden en oversigt over de geografiske, klimatiske og erhvervsmæssige forhold i Tanzania.